# みちのく娘!
みちのく娘!（みちのくむすめ）は、東北出身の女性演歌歌手3人、工藤あやの、津吹みゆ、羽山みずきからなるユニットである。
「歌謡ミュージカル」をコンセプトにし、オリジナル曲はむろんのことカバー曲もフォーメーションダンスで踊りながら歌唱する。

## 概要
工藤あやのは2014年に、津吹みゆは2015年に、羽山みずきは2016年にそれぞれソロデビューしたが、振付師花柳糸之がプロデュースする形で2018年にグループとしてデビューした。グループデビュー後もそれぞれの個人活動は続けている。
もともとデビュー時期が近かったことと、所属するレコード会社は徳間ジャパンコミュニケーションズと日本クラウンだがどちらも第一興商グループということもあってキャンペーンなどでは3人いっしょになることも少なくなかった。イベントで東北っこ三人娘と呼ばれていたこともあり、2017年にはMt.RAINIER HALL SHIBUYA PLEASURE PLEASURE（東京都渋谷区）で3人のコンサートを開催している。このコンサートの評判が良く、グループ結成のきっかけとなった。
2018年2月28日放映の『新・BS日本のうた』（NHK BSプレミアム）で試験的に「微笑がえし」「雨のオランダ坂」を3人で歌っている。その後、『新・BS日本のうた』番組プロデューサーから花柳を紹介され、稽古を始めた。
2018年5月13日放映の『新・BS日本のうた』で「お祭りマンボ」を歌唱し、これがグループデビューとなる。フォーメーションダンスを踊りながら歌う3人の姿に問い合わせが殺到した。その後も『新・BS日本のうた』にはたびたび出演し、「夢見るシャンソン人形」「好きになった人」「ジャンケン娘」「家へおいでよ」「愛のさざなみ」「ミネソタの卵売り」「真赤な太陽」の歌唱をダンスと共に披露している。同年11月にはデビューシングル「春ッコわらし」をリリースする。「春ッコわらし」はアップテンポなポップス調歌謡曲であり3人のハーモニーはキャンディーズを彷彿させるものがあった。
2019年9月には四谷区民ホール（東京都新宿区）でファーストコンサートを開催した。
新型コロナウイルス流行後の初コンサートとなるよみうりホール（東京都千代田区）で2020年11月に開催したコンサートではトリオ漫才を披露した。これは花柳糸之から「3人の会話が東北訛りで何を言っているかわからないから、漫才をやれ」と指示されたことによるもの。

## ディスコグラフィ
- 全て日本クラウンからリリース。

### シングル
| # | 発売日          | 曲順 | タイトル         | 作詞         | 作曲     | 編曲     | 規格品番  |
| - | --------------- | ---- | ---------------- | ------------ | -------- | -------- | --------- |
| 1 | 2018年 11月14日 | 01   | 春ッコわらし     | 喜多條忠     | 宮川彬良 | 宮川彬良 | CRCN-8204 |
| 1 | 2018年 11月14日 | 02   | 北国の春         | いではく     | 遠藤実   | 矢野立美 | CRCN-8204 |
| 2 | 2020年 5月13日  | 01   | べっぴん音頭     | 荒木とよひさ | 宮川彬良 | 宮川彬良 | CRCN-8333 |
| 2 | 2020年 5月13日  | 02   | あっちむいてほい | 森浩美       | 宮川彬良 | 宮川彬良 | CRCN-8333 |
| 3 | 2021年 12月8日  | 01   | みちのく恋の花   | もりちよこ   | 宮川彬良 | 宮川彬良 | CRCN-8446 |
| 3 | 2021年 12月8日  | 02   | 悲しいときは     | もりちよこ   | 宮川彬良 | 宮川彬良 | CRCN-8446 |

### アルバム
| 発売日        | タイトル     | 規格品番   |
| ------------- | ------------ | ---------- |
| 2020年11月4日 | みちのく物語 | CRCN-20471 |

### 映像作品
| 発売日        | タイトル                              | 規格 | 規格品番 |
| ------------- | ------------------------------------- | ---- | -------- |
| 2021年2月17日 | みちのく娘!コンサート〜今できること〜 | DVD  | CRBN-96  |